# Дубяги (Псковский район)
Дубяги — деревня в Тямшанской волости Псковского района Псковской области России.
Расположена в 21 км к юго-западу от центра города Пскова и в 6 км к юго-западу от деревни Тямша.
Автобусного сообщения с районным или волостным центром нет. Ближайшие к деревне остановки общественного транспорта - "Тямша-конечная" и "Тямша-магазин" (в деревне Тямша).
Шоссе, ведущее в населённый пункт, представляет собой продолжение улицы Новосёлов волостного центра.

## Население
| 2001 | 2002 | 2010 |
| ---- | ---- | ---- |
| 19   | ↘13  | ↘11  |